# Giovanni Volta
Giovanni Volta (14 de março de 1928 - 4 de fevereiro de 2012) foi um prelado católico romano que serviu como bispo da diocese católica romana de Pavia, na Itália.
Como presidente da Comissão Eclesial para a Justiça e Paz da Conferência Episcopal Italiana, coordenou o documento "Educare alla legalità" (Educar para a legalidade), aprovado em Roma a 4 de outubro de 1991. Este documento antecipou a época da "mani pulite" (Operação Mãos Limpas), apontando também para a falta de empenho de muitos católicos.